# Curie-Temperatur
Die materialspezifische Curie-Temperatur {\displaystyle T_{\rm {C}}} bzw. {\displaystyle \vartheta _{\rm {C}}} (nach Pierre Curie) bezeichnet die Temperatur, bei deren Erreichen ferromagnetische bzw. ferroelektrische Eigenschaften eines Materials vollständig verschwunden sind, so dass sie oberhalb nur noch paramagnetisch bzw. paraelektrisch sind.

## Auftreten
Die Curie-Temperatur markiert den reversiblen Phasenübergang ferromagnetischer, ferrimagnetischer und ferroelektrischer Materialien in ihre paramagnetische bzw. paraelektrischen Hochtemperaturformen:
- Oberhalb der Curie-Temperatur verschwindet die (spontane oder gerichtete) Magnetisierung bzw. Elektrische Polarisation von Kristallbereichen.
- Unterhalb dieser Temperatur erlangen die Werkstoffe ihre magnetischen und elektrischen Eigenschaften wieder zurück, d. h. ohne äußere Felder zeigt sich eine spontane Magnetisierung der Weiss-Bezirke bzw. eine Polarisation.

Magnetmaterialien sind folglich nur deutlich unterhalb ihrer Curie-Temperatur als Magnetwerkstoff einsetzbar. Das betrifft sowohl Dauermagnete als auch weichmagnetische Werkstoffe wie Eisen oder Ferrite.
Die als Kondensator-Dielektrikum oder Piezomaterial eingesetzten Ferroelektrika verlieren bei der Curietemperatur ihre spezifischen Eigenschaften wie zum Beispiel ihre extrem hohe Dielektrizitätskonstante.
Kurz vor Erreichen der Curietemperatur streben sowohl die Dielektrizitätskonstante bzw. bei weichmagnetischen Werkstoffen die Permeabilität einem Maximum zu und gleichzeitig steigen die thermischen Verluste bei einer Feldänderung. Beide Effekte führen zu Temperaturänderungen bei Feldänderung, die kurz unterhalb der Curietemperatur besonders ausgeprägt sind (Elektrokalorischer Effekt, Magnetokalorischer Effekt).

### Magnetwerkstoffe
Die Curie-Temperatur einiger typischer Magnetwerkstoffe ist:
| Magnetwerkstoff                   | {\displaystyle \vartheta _{\rm {C}}} | {\displaystyle T_{\rm {C}}} |
| --------------------------------- | ------------------------------------ | --------------------------- |
| Cobalt                            | 1150 °C                              | 1423 K                      |
| Eisen                             | 768 °C                               | 1041 K                      |
| Nickel                            | 360 °C                               | 633 K                       |
| Gadolinium                        | 19,3 °C                              | 292,5 K                     |
| Ferrite (je nach Zusammensetzung) | 100…460 °C                           | 370…730 K                   |

Bei antiferromagnetischen Stoffen findet der entsprechende Phasenübergang bei der Néel-Temperatur {\displaystyle T_{\text{N}}} statt.
Die Polarisierung eines Dauermagneten verschwindet schon deutlich unterhalb der Curie-Temperatur irreversibel, da eine makroskopisch einheitliche Orientierung der Weiss-Bezirke thermodynamisch instabil ist.
Verhalten oberhalb der Curie-Temperatur
Die magnetische Suszeptibilität folgt oberhalb der Curie-Temperatur in guter Näherung dem Curie-Weiss-Gesetz:
{\displaystyle \chi ={\frac {C}{T-T_{\mathrm {C} }}}}
mit der Curie-Konstanten {\displaystyle C}. Eine analoge Beziehung gilt auch für die elektrische Suszeptibilität in Ferroelektrika.

### Ferroelektrika
Ein analoges Verhalten zeigen auch polarisierte und unpolarisierte Ferroelektrika beim Erwärmen und Übergang zur paraelektrischen Phase. Das ist die Ursache der teilweise recht niedrigen Einsatztemperaturen ferroelektrischer Materialien für Kondensatoren und Piezo-Aktoren.
Werkstoffbeispiele
Bariumtitanat (BaTiO3) hat eine Curietemperatur von 120…130 °C, es wird vorrangig als Kondensator-Dielektrikum eingesetzt und hat wegen der niedrigen Curietemperatur bereits weit unterhalb starke thermische Drift.
Blei-Zirkonat-Titanat (PZT) hat eine Curietemperatur von 160…370 °C (, steigt mit Bleianteil) ist ein weit verbreitetes Piezomaterial, Piezoaktoren erfordern wegen thermischer Verluste eine möglichst hohe Curietemperatur.
Polyvinylidenfluorid (PVDF) ist ein teilkristallines Polymer mit einer Curietemperatur von 150 °C. Es wird außer der Hauptanwendung des chemischen Apparatebaues auch als Elektret zum Beispiel als Druckensor oder als polarisierte Faser für elektrostatische Gasfilter eingesetzt.

## Bedeutung und Anwendungen

### Datenspeicherung
In magneto-optischen Speichermedien wird die magnetische Schicht durch einen Laser punktförmig bis zur Curie-Temperatur erhitzt, um die vorhandene Information zu löschen und neue Daten zu schreiben. Beim Abkühlen wird die Magnetisierung „eingefroren“.
Das Erhitzen herkömmlicher (nicht-magneto-optischer) Festplatten über die Curie-Temperatur hinaus gewährleistet eine vollständige Löschung der auf der Plattenoberfläche durch Remanenz gespeicherten Daten. Angewandt wird diese Technik aber meistens nur bei streng geheimen Daten.

### Thermostat im „Magnastat“-Lötkolben und in Reiskochern
Einige Lötkolben-Typen des Herstellers Weller Tools sind mit einem sog. Magnastat-Temperaturregler ausgestattet. Dabei ist an der Lötspitze ein Sensor aus einer ferromagnetischen Legierung angebracht. Solange die Lötspitze noch nicht heiß genug ist, ist der Sensor ferromagnetisch. Dadurch schließt ein von einem Dauermagnet betätigter Schalter und schaltet das Heizelement ein. Sobald die Lötspitze heiß genug ist, verliert der Sensor seine ferromagnetische Eigenschaft, wodurch der Schalter öffnet. Der Strom bleibt solange unterbrochen, bis der Sensor an der Lötspitze durch die Abkühlung wieder ferromagnetisch wird, den Dauermagneten anzieht und somit den Schalter schließt. Temperaturen können durch Wechsel der Lötspitzen oder eines Lötspitzenadapters gewählt werden, deren Sensoren aus unterschiedlichen Legierungen hergestellt sind; dabei stehen fünf verschiedene Temperaturen zwischen 260 °C und 480 °C zur Auswahl. Nach dem gleichen Prinzip funktioniert die Temperaturabschaltung in gängigen handelsüblichen Reiskochern.

### Paläomagnetismus
Heiße, aus dem Erdinneren austretende Lava liegt in ihrer Temperatur über der Curie-Temperatur. Wenn sie erstarrt, „frieren“ auskristallisierende eisenhaltige Minerale das vorherrschende Magnetfeld ein. In der Regel handelt es sich dabei um das natürliche Magnetfeld der Erde. Auf diese Weise können Schwankungen und Polumkehrungen im Verlauf der Erdgeschichte nachgewiesen werden.

### Geophysik
Da mit zunehmender Tiefe im Erdinnern bald Temperaturen erreicht werden, die über den Curie-Temperaturen liegen, kann das Magnetfeld der Erde nicht durch einen Permanentmagneten in der Erdmitte entstehen. Als Curietiefe wird die entsprechende Tiefe unter der Erdoberfläche bezeichnet. In der kontinentalen Kruste wird diese Temperatur je nach Zusammensetzung bei etwa 20 km Tiefe erreicht, in der ozeanischen Kruste schon bei wesentlich geringeren Tiefen.

### Ferritkerne
Ferritkerne, u. a. für Schaltnetzteil-Übertrager, zeigen etwas unterhalb der recht niedrigen Curie-Temperaturen eine starke Änderung der Permeabilitätszahl; sie steigt zunächst an, um bei weiter steigender Temperatur steil abzufallen. Diese Temperatur darf daher im Betrieb nicht erreicht werden. Oft besitzen die Kernverluste jedoch im Bereich um 100 °C ein Minimum, so dass eine weitere Erwärmung im Betrieb begrenzt wird.